# Iron Man e i suoi fantastici amici
Iron Man e i suoi fantastici amici (in inglese Iron Man and his Awesome Friends) è una serie d'animazione digitale per bambini di età prescolare prodotta da Atomic Cartoons e basata sul personaggio di Iron Man della Marvel Comics. Essa presenta delle versioni più giovani dei personaggi Marvel.
La serie, debuttata il 6 agosto 2025 su Disney Jr..
In Italia viene inserita su Disney+ dal 12 agosto 2025.

## Episodi
| Stagione       | Episodi | Prima TV originale | Prima TV Italia |
| -------------- | ------- | ------------------ | --------------- |
| Prima stagione | 25      | 2025               | 2025            |